# أسكلو
أسكلو هي قرية في مقاطعة كليبر، إيران. عدد سكان هذه القرية هو 428 في سنة 2006.